# Червенець (Нижньосілезьке воєводство)
Червенець (пол. Czerwieniec) — село в Польщі, у гміні Кондратовиці Стшелінського повіту Нижньосілезького воєводства.
Населення — 104 особи (2011).
У 1975-1998 роках село належало до Вроцлавського воєводства.

## Демографія
Демографічна структура станом на 31 березня 2011 року:
|          | Загалом | Допрацездатний вік | Працездатний вік | Постпрацездатний вік |
| -------- | ------- | ------------------ | ---------------- | -------------------- |
| Чоловіки | 49      | 13                 | 34               | 2                    |
| Жінки    | 55      | 14                 | 29               | 12                   |
| Разом    | 104     | 27                 | 63               | 14                   |